# Pawieł Prokkonen

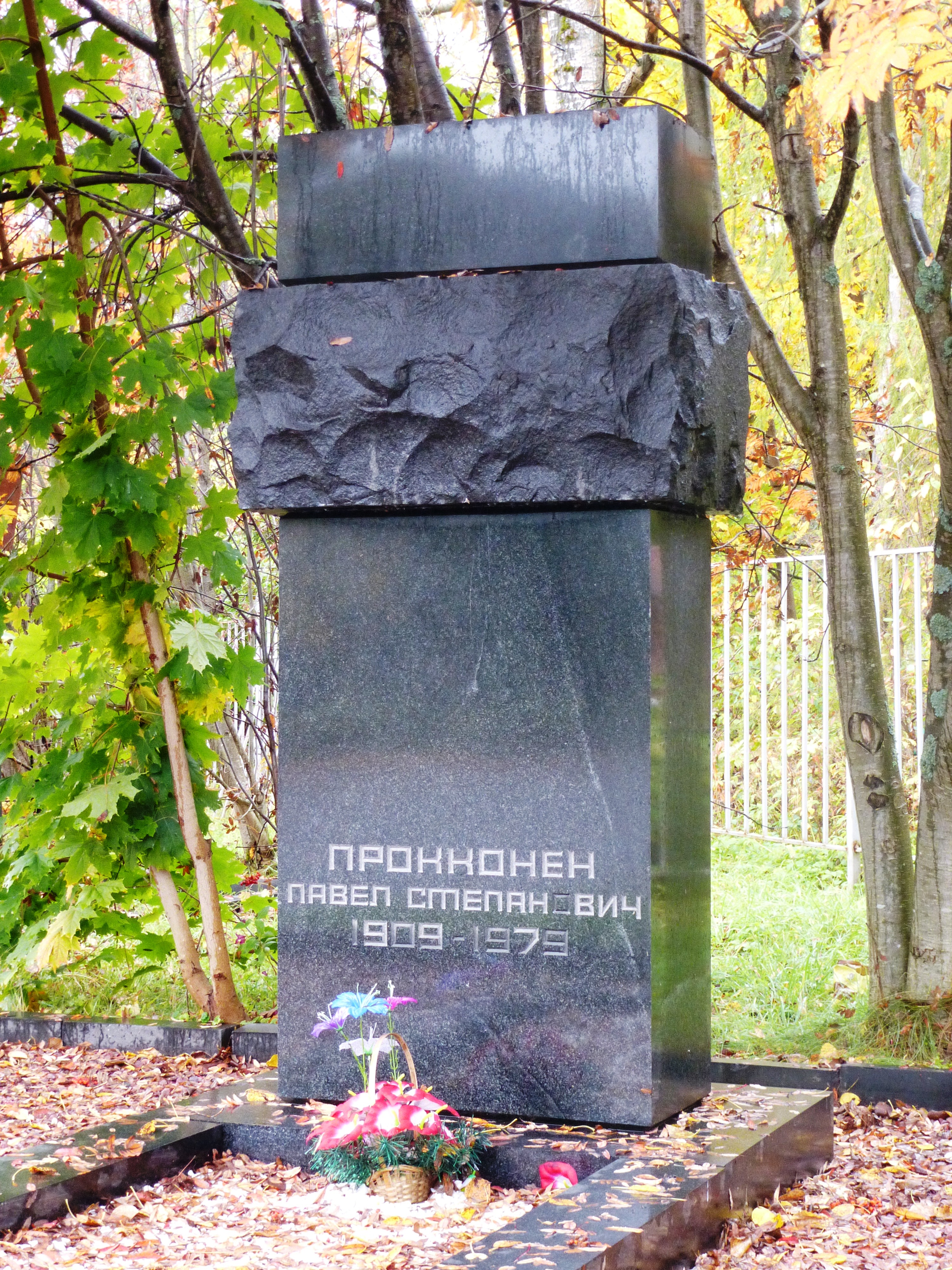
Grób Pawieła Prokkonena

Pawieł Prokkonen, właśc. Pawieł Prokofjew (ros. Па́вел Степа́нович Про́кконен (Проко́фьев), fiń. Paavo Prokkonen, ur. 3 lipca?/16 lipca 1909 we wsi Kluszyno w guberni ołonieckiej, zm. 18 lipca 1979 w Pietrozawodsku) – radziecki polityk, przewodniczący Rady Komisarzy Ludowych Karelo-Fińskiej Socjalistycznej Republiki Radzieckiej w latach 1940-1946, premier Karelskiej SRR w latach 1946-1947, przewodniczący Prezydium Rady Najwyższej Karelskiej Autonomicznej Socjalistycznej Republiki Radzieckiej w latach 1956-1979.

## Życiorys
W latach 1927–1928 przewodniczący wiejskiego komitetu rolniczego w rodzinnej wsi, 1928-1931 sekretarz komitetu wykonawczego sielsowietu, od 1930 w WKP(b), 1931-1934 studiował w Leningradzkim Instytucie Prawa Radzieckiego, 1934-1937 instruktor, sekretarz i zastępca przewodniczącego komitetu wykonawczego rady rejonowej w Ołońcu, 1937-1938 przewodniczący komitetu wykonawczego w tym mieście. 1938-1940 zastępca przewodniczącego Rady Komisarzy Ludowych Karelskiej ASRR. Po agresji ZSRR na Finlandię od 1 grudnia 1939 do 12 marca 1940 formalnie minister spraw Karelii Fińskiej Republiki Demokratycznej, która jednak faktycznie nie została utworzona z powodu zatrzymania ofensywy Armii Czerwonej przez Finów. Od lipca 1947 do 1946 przewodniczący Rady Komisarzy Ludowych, następnie do 1947 przewodniczący Rady Ministrów Karelo-Fińskiej SRR. Ponownie zajmował to stanowisko od 24 lutego 1950 do 20 sierpnia 1956. 1947-1950 studiował w Wyższej Szkole Partyjnej przy KC WKP(b). 1952-1961 członek Centralnej Komisji Rewizyjnej KPZR. Od 20 sierpnia 1956 do śmierci przewodniczący Prezydium Rady Najwyższej Karelskiej ASRR; od 11 kwietnia 1967 równocześnie zastępca przewodniczącego Prezydium Rady Najwyższej Rosyjskiej FSRR. Deputowany do Rady Najwyższej ZSRR 2, 3 i 6 kadencji.

## Odznaczenia
- Order Lenina
- Order Czerwonego Sztandaru Pracy (dwukrotnie)
- Order Wojny Ojczyźnianej II klasy
- Order „Znak Honoru” (dwukrotnie)